# Марплз, Дэвид Роджер
Дэ́вид Ро́джер Марплз (англ. David Roger Marples; род. 17 октября 1952 года) — канадский историк, заслуженный профессор факультета истории и классических исследований Альбертского университета. Основная область научных интересов — история и современная политика Белоруссии, России и Украины.

## Образование
Родился 17 октября 1952 года. В 1975 году окончил Лондонский университет со степенью бакалавра истории, в 1980 году — Альбертский университет со степенью магистра истории. В 1985 году получил степень доктора философии по экономической и социальной истории в Шеффилдском университете. Тема докторской диссертации — «Коллективизация сельского хозяйства в Западной Украине 1944—1951 гг.» (англ. Colectivization of agriculture in Western Ukraine 1944-1951).

## Карьера
В 1991 году начал работать в Альбертском университете, до того был научным аналитиком украинской службы радио «Свобода» в Мюнхене. Директор Программы имени Стасюка по современной Украине Канадского института украинских исследований Университета Альберты (2004—2014). Президент Североамериканской ассоциации белорусских исследований (2010—2015). В 2014 году работал приглашённым профессором в Славяно-Евразийском исследовательском центре Университета Хоккайдо.

## Деятельность
Основная сфера научных интересов Дэвида Марплза — история трёх восточнославянских государств, России, Украины и Белоруссии в XX веке. В частности, Марплз считается одним из ведущих западных экспертов по социальным и политическим аспектам аварии на Чернобыльской АЭС,, современной Украине, а также режиму Лукашенко в Белоруссии. Наиболее значимые работы последнего времени — Our Glorious Past': Lukashenka’s Belarus and the Great Patriotic War (2014; опубликована в рамках гранта Совета по исследованиям в области социальных и гуманитарных наук) и Ukraine in Conflict (2017). Как историк занимался изучением и других важных аспектов восточноевропейской истории XX века, в частности русской революции, голода на Украине 1932—1933 годов, сталинизма и распада СССР.
Регулярно пишет статьи по вопросам политики Белоруссии, России и Украины для целого ряда изданий. Среди них — Edmonton Journal, Kyiv Post, The Moscow Times, Eurasia Daily Monitor, сайт openDemocracy и ряд других. Большой резонанс вызвала статья Марплза в The Edmonton Journal" от 7 февраля 2010 года «Hero of Ukraine linked to Jewish killings; Honorary title sure to provoke divisions among Ukrainians today», в которой он выступил с критикой присвоения Степану Бандере звания Героя Украины. Статья вызвала новую волну дебатов вокруг фигуры Бандеры и его роли в истории Украины: наиболее важные тексты дебатов были переизданы на Украине в сборнике «Страсти по Бандере» (2010). 
Критиковал украинскую декоммунизацию и российскую агрессию против Украины как империалистическую. В сентябре 2022 года писал, что масштабность вторжения, расстрелы в Буче, в Мариуполе и других городах указывают, что Россия ведёт кампанию по уничтожению Украины через захват её территории и депопуляции через умерщвление и депортацию. Россия также хочет изменить расклад сил в Восточной / Центральной Европе, разделить Евросоюз и расширить своё влияние.

## Награды
- лауреат премии Дж. Гордина Каплана (Университет Альберты) за выдающиеся достижения в исследованиях (2003).
- обладатель Кубка университета, высшей награды Университета Альберты (2008).
- Медаль «100 лет БНР» (2018, Рада Белорусской народной республики)[13].

## Публикации
- Ukraine in Conflict: An Analytical Chronicle (Bristol, UK: E-International Relations publishing, 2017). 222 pp. ISBN 9781910814291
- Ukraine’s Euromaidan: Analyses of a Civil Revolution in Ukraine. Co edited with Frederick V. Mills. Stuttgart Germany: ibidem Verlag and Columbia University Press, 2015. 285 pp.
- Our Glorious Past': Lukashenka’s Belarus and the Great Patriotic War (Ibidem-Verlag, Hannover, Germany, 2014) ISBN 9783838205748
- Holodomor: Causes of the Famine of 1932—1933 in Ukraine (Heritage Press, 2011)
- Russia in the Twentieth Century: the Quest for Stability (Harlow, UK: Pearson-Longman, 2011), 410 pp.
- Heroes and Villains: Creating National History in Contemporary Ukraine (Budapest and New York: Central European University Press, 2007 cloth, 2008 paperback.
- The Lukashenka Phenomenon: Elections, Propaganda, and the Foundations of Political Authority in Belarus (Trondheim, Norway: Trondheim Studies on East European Cultures and Societies, No. 21, 2007).
- Prospects for Democracy in Belarus (Washington, DC: GMFUS-Heinrich Boll, 2006) [Co-edited with Joerg Forbrig and Pavol Demes]. Second revised edition published later in the same year.
- The Collapse of the Soviet Union, 1985—1991 (Harlow, Essex: Pearson Education-Longman, 2004)
- Motherland: Russia in the 20th Century (London: Longman, 2002)
- Lenin’s Revolution: Russia 1917—1921 (London: Wesley, Addison, and Longman, 2000)
- Belarus: A Denationalized Nation (Amsterdam: Harwood Academic Publishers, 1999)
- Nuclear Energy and Security in the Former Soviet Union (Boulder, CO: Westview Press, 1997) [co-edited with Marilyn J. Young]
- Belarus: From Soviet Rule to Nuclear Catastrophe (Basingstoke, UK: Macmillan Press; New York, N.Y.: St. Martin’s Press; and Edmonton, AB: The University of Alberta Press, 1996).
- Stalinism in Ukraine in the 1940s (London: The Macmillan Press, 1992)
- Ukraine Under Perestroika: Ecology, Economics, and the Workers' Revolt (London: The Macmillan Press, 1991)
- The Social Impact of the Chernobyl Disaster (London: The Macmillan Press, 1988)
- Chernobyl & Nuclear Power in the USSR (London: The Macmillan Press, 1987).

## Личная жизнь
Супруга Дэвида Марплза — Айя Фудзивара (англ. Aya Fujiwara), директор Японского центра имени принца Такамадо при Альбертском университете. В их семье четверо детей: двое — от первого брака (Карлтон и Килан), двое — от нынешнего (Акико и Кэлла).